# 杜米特雷什蒂鄉
45°34′N 26°56′E / 45.567°N 26.933°E
杜米特雷什蒂鄉（羅馬尼亞語：Comuna Dumitrești, Vrancea），是羅馬尼亞的鄉份，位於該國東部，由弗朗恰縣負責管轄，面積85平方公里，海拔高度425米，2002年人口5,048，人口密度每平方公里59人。